# Bruder vor Luder
Bruder vor Luder ist eine Teenie-Komödie aus dem Jahr 2015. Die YouTuber Heiko und Roman Lochmann übernahmen sowohl die Hauptrollen als auch die Regie, das Drehbuch stammt von Alexander Dydyna, und produziert wurde der Film von Constantin Film. Der Film feierte am 20. Dezember 2015 Premiere, kam am 24. Dezember 2015 in die deutschen Kinos und erzählt die Geschichte von zwei Brüdern, die aufgrund ihrer Bekanntheit bei YouTube Opfer einer Intrige werden, aber auch die erste große Liebe finden. Der Film wurde von Kritikern und auf Bewertungsportalen überwiegend negativ aufgenommen.

## Handlung
Die Brüder Heiko und Roman Lochmann machen Karriere als YouTube-Stars und stehen kurz vor ihrem ersten Konzert. Die unscheinbare Bella ist ihr größter Fan und heimlich in Roman verliebt. Als ihre Schwester, die „Fame-Bitch“ Jessy und ihre beiden Freundinnen, die alles dafür tun würden, „fame“ zu werden, davon Wind bekommen, wie berühmt die beiden Jungs sind, schmieden sie einen Plan: Jessy versucht sich einen der Brüder zu angeln, um ebenfalls berühmt zu werden. Sie gibt vor, sich rührend um ihre Schwester Bella zu kümmern, welche sie zur Rollstuhlfahrerin zwingt. Jessy gelingt, Heiko um den Finger zu wickeln, und dieser verliebt sich Hals über Kopf in sie. Das passt seinem Bruder Roman nicht, denn er durchschaut das falsche Spiel der Blondine. Heiko ist jedoch geradezu blind vor Liebe. Gleichzeitig verliebt sich Jessys Schwester Bella immer mehr in Roman. Als sich die Brüder entzweien, droht das geplante Konzert zu scheitern.
Jessy sieht Roman als Hindernis auf dem Weg zum Ruhm und lockt ihn in ihren Keller um ihn dort gefangen zu nehmen. Kurz darauf bietet sie an, mit Heiko zusammen aufzutreten. Bei dem Konzert aber wird ihre Gesangseinlage von den Zuschauern ausgebuht. Roman schafft es jedoch mit Bellas Hilfe auszubrechen und betritt die Bühne. Er verweist Jessy von der Bühne und das Bruderpaar kann nun gemeinsam die Fans wieder für sich gewinnen. Auch Bella singt eine kleine Passage mit.

## Hintergrund
Mit ihren Musik- und Comedy-Videos erreichen Die Lochis auch im wirklichen Leben Millionen und wurden im Jahr 2012 als Publikumssieger mit dem Deutschen Webvideo-Preis in der Kategorie Newbie (Nachwuchs) ausgezeichnet.

## Produktion
Kurz nach der offiziellen Ankündigung des Films auf YouTube im Frühjahr 2015 haben Die Lochis mit den Dreharbeiten begonnen. Die Filmaufnahmen fanden in Darmstadt, Frankfurt und Würzburg statt und wurden im Mai 2015 beendet. Teile des Soundtracks und Filmtons wurden ebenfalls in Darmstadt produziert, wobei das betreffende Tonstudio auch gleichzeitig als Drehort für eine Schlüsselszene verwendet wurde.
Im Film sind neben Heiko und Roman Lochmann noch weitere YouTube-Kollegen wie zum Beispiel Dagi Bee, LionT, Freshtorge und Simon Desue zu sehen. Die beiden weiblichen Hauptrollen werden von Tara Fischer und Milena Tscharntke gespielt.
Heiko Lochmann kündigte einen Monat vor dem offiziellen Kinostart am 24. Dezember für den 20. Dezember 2015 Previews des Films in weit über 100 Kinos in Deutschland an, so im Cinedom in Köln in Anwesenheit von Heiko und Roman Lochmann, Dagi Bee, Simon Desue, Axel Stein und Oliver Pocher. Am 29. März 2022 wird Bruder vor Luder in das Programm von Amazon Prime Video aufgenommen.

## Rezeption
Der Film stieß auf größtenteils negative Kritiken. Auf IMDb wird der Film mit 1,6 von 10 Punkten und bei Moviepilot von den Benutzern mit 2,7 von 10 Punkten bewertet.
Die Süddeutsche Zeitung kam bei ihrer Filmkritik zum Fazit: „[D]ieses humoristische Debakel ist kaum zu ertragen. Es sei denn, man ist dem schwankenden Hormonspiegel eines 13-jährigen Teenagers ausgeliefert“, und bei der Welt war zu lesen: „Der Film an sich ist bis auf zwei, drei Durchfallgags nicht weiter erwähnenswert.“ Auch die Bild urteilte vernichtend: „Nix außer Dünnschiss auf der Spongebob-Unterhose oder den Badehosen-Ständer – da erschlafft jedes Zwerchfell. […] Es ist wie so oft beim Ersten Mal: Es tut weh und ist hoffentlich schnell vergessen.“
Justin Pollnik vom Online-Magazin videolix.net urteilte etwas positiver: „Es gibt kaum Überraschungen in dem Film, so gut wie alle Aktionen und nachfolgenden Szenen sind vorhersehbar.“ Dennoch lobt Pollnik neben einigen Darstellern auch die technische Umsetzung des Kinofilmdebüts der Brüder Lochmann: „Für Fans der Lochis sicherlich ein spannender Film [, der] trotz magerer Handlung ziemlichen Spaß machen kann.“ Auch auf Filmstarts.de war zu lesen: „Ein Meisterwerk hat das Duo […] nun auch nicht gerade geschaffen, aber das ‚Kartoffelsalat‘-Desaster, an dem sie mit einem Gastauftritt selbst beteiligt waren, lassen sie immerhin deutlich hinter sich.“ Auch der YouTuber Dominik Porschen von der Filmlounge erklärt: „Es ist und bleibt am Ende kein guter Film“, da die Handlung austauschbar, Toneffekte übertrieben, und Drehbuch und Regie schwach seien. Dafür würdigt er im Gegensatz zu „Kartoffelsalat“ die Produktionsqualität und erklärt: „Der Sprung von dem selbstgemachten Video auf die Kinoleinwand gelingt hier definitiv.“